# Поло (Міссурі)
Поло (англ. Polo) — місто (англ. city) в США, в окрузі Колдвелл штату Міссурі. Населення — 509 осіб (2020).

## Географія
Поло розташоване за координатами 39°33′7″ пн. ш. 94°2′8″ зх. д. / 39.55194° пн. ш. 94.03556° зх. д. (39.551901, -94.035583).  За даними Бюро перепису населення США в 2010 році місто мало площу 1,61 км², з яких 1,59 км² — суходіл та 0,01 км² — водойми.

## Демографія
Згідно з переписом 2010 року, у місті мешкало 575 осіб у 229 домогосподарствах у складі 136 родин. Густота населення становила 358 осіб/км².  Було 256 помешкань (159/км²).
Расовий склад населення:
| - 95,1 % — білих - 0,3 % — чорних або афроамериканців - 0,2 % — азіатів |

До двох чи більше рас належало 4,0 %. Частка іспаномовних становила 1,9 % від усіх жителів.
За віковим діапазоном населення розподілялося таким чином: 26,8 % — особи молодші 18 років, 53,7 % — особи у віці 18—64 років, 19,5 % — особи у віці 65 років та старші. Медіана віку мешканця становила 38,9 року. На 100 осіб жіночої статі у місті припадало 89,8 чоловіків;  на 100 жінок у віці від 18 років та старших — 90,5 чоловіків також старших 18 років.
Середній дохід на одне домашнє господарство  становив 41 653 долари США (медіана — 32 500), а середній дохід на одну сім'ю — 48 943 долари (медіана — 47 647). За межею бідності перебувало 24,9 % осіб, у тому числі 22,1 % дітей у віці до 18 років та 14,0 % осіб у віці 65 років та старших.
Цивільне працевлаштоване населення становило 231 осіб. Основні галузі зайнятості: освіта, охорона здоров'я та соціальна допомога — 15,6 %, будівництво — 13,9 %, транспорт — 11,7 %, виробництво — 11,3 %.